# Locomotiv GT V.
1976-ban jelent meg az LGT első dupla albuma, a Locomotiv GT V. Ez volt az utolsó album, melyen Laux József játszott. Disszidálása miatt az albumot betiltották, ennek pótlására jelent meg az 1978-as Aranyalbum 1971–76. A  régi bakelitlemezes kiadáshoz eredetileg járt egy sárga színű, plakátra emlékeztető Insert (Melléklet) is, melyen az album dalai illetve a lemezt készítők nevei szerepeltek.

## Az album dalai

### 1. album
1. Csak az jöjjön (Presser Gábor – Laux József) – 0:30
2. A Kicsi, a Nagy, az Arthur és az Indián (Presser Gábor – Adamis Anna) – 4:38
3. Rajongás (Karácsony János – Adamis Anna) – 4:56
4. Valamit mindig valamiért (Somló Tamás – Adamis Anna) – 7:41
5. Mindenki (Presser Gábor) – 5:53
6. Ahogy mindenki (Presser Gábor) – 3:31
7. Rohanj hozzám (Karácsony János – Adamis Anna) – 4:27
8. Tiltott gyümölcs (Somló Tamás – Adamis Anna) – 5:05

### 2. album
1. Fiú (Presser Gábor) – 3:39
2. Ha a csend beszélni tudna (Somló Tamás – Adamis Anna) – 3:20
3. Senki gyermekei (Presser Gábor – Adamis Anna) – 6:38
4. Szelíd erőszak (Somló Tamás – Adamis Anna) – 2:19
5. Ikarus 254. (Laux József) – 6:30
6. Arra mennék én (Presser Gábor) – 0:41
7. És jött a doktor (Presser Gábor) – 1:07
8. Segíts elaludni (Presser Gábor – Adamis Anna) – 1:41
9. Ülök a járdán (Somló Tamás – Adamis Anna) – 2:02
10. Az eső és én (Somló Tamás – Adamis Anna) – 5:28
11. Várlak (Presser Gábor) – 2:58
12. Ezüst nyár (Presser Gábor – Adamis Anna) – 3:29
13. Álomarcú lány (Somló Tamás – Adamis Anna) – 1:57
14. Neked írom a dalt (Presser Gábor) – 2:15

Az 1992-es kiadás ráfért egy CD-re, azon az áron, hogy az Ikarus 254. című dalt lehagyták róla.

## Közreműködők
- Karácsony János – ének, elektromos és akusztikus gitár, basszusgitár
- Laux József – ének, dob, ütőhangszerek
- Presser Gábor – ének, zongora, Fender zongora, Bass-piano, Hohner-string, melodica, szájharmonika, ütőhangszerek
- Somló Tamás – ének, basszusgitár, akusztikus gitár, altszaxofon, szájharmonika
- Adamis Anna – versek

- Dely István & Dely László – ütőhangszerek (konga, bongo, talking-drum, maracas, chékere, guayo, afuche, agogo, kolomp, claves, tamburin, tortuga, triangulum)
- Sipos Endre – trombita
- Neumayer Károly – trombita
- Dés László – tenorszaxofon
- Gábor István – tenorszaxofon
- Friedrich Károly – harsona
- Gőz László – harsona
- Bergendy István – baritonszaxofon
- Postásy Júlia – vokál
- Várszegi Éva – vokál
- Apostolis Anthimos (SBB) – gitár

### Produkció
- Kovács György – hangmérnök
- Fék György – hangtechnika
- Apró Attila – zenei rendező
- Laux József – borító ötlet
- Hegedűs György – fényképek
- Alapfy András – belső fényképek
- Nagyvári László – grafika
- Csikszentmihályi Róbert – érmék